# Lac de Priesterbäk
Le lac de Priesterbäk (Priesterbäker See) est un lac allemand de l'arrondissement du Plateau des lacs mecklembourgeois qui se trouve à 550 m au sud du village de Speck appartenant à la commune de Kargow dans le parc national de la Müritz. Il est alimenté par la Gräben et se déverse dans le lac Hofsee. Sa superficie est d'1,53 km2, sa longueur de 2,38 km et sa largeur de 990 m. La commune de Rechlin borde la rive sud du lac. 